# Fârdea
Fârdea es una comuna ubicada en el distrito de Timiș, Rumania.

## Superficie
Posee una superficie de 131,1 kilómetros cuadrados.

## Demografía
Hasta 2021 la población era de 1562 habitantes, con una densidad de población de 11,92 habitantes por kilómetro cuadrado.